# کریستین کورتز
کریستین کورتز (به انگلیسی: Christian Kurts) (زاده ۲۷ نوامبر ۱۹۶۴ در هلشتشت، آلمان) متخصص ایمونولوژیست و نفرولوژیست آلمانی است.

## حرفه
از سال ۲۰۰۹، کریستین کورتز مدیر مؤسسه ایمونولوژی تجربی، بیمارستان دانشگاه بون، دانشگاه بن، آلمان است. در سال ۲۰۱۶، او گروه آموزشی و تحصیلات تکمیلی بن و ملبورن (Bo & MeRanG) را تأسیس کرد و همچنان به عنوان سخنگوی برنامه بنیاد پژوهش آلمان حمایت می‌شود.
کریستین کورتز در در زمینه‌های ارائه متقابل، و تحمل ایمنی مقالات بسیاری منتشر کرده‌است و همچنین در مورد عملکرد سلول‌های دندریتیک در انواع مختلف ارگان‌ها، با تمرکز ویژه بر روی دستگاه ادراری دستگاه فعال است.

### جوایز
در سال ۲۰۱۲، او جایزه گوتفرید ویلهلم لایب نیتس را با گونتر هارتمان برای «اکتشافات اصلی آنها در مورد نحوه عملکرد سیستم‌های دفاعی درون زا بدن» به‌طور مشترک دریافت کرد.